# The Rover (chanson)
 (février 2017).
Pour les articles homonymes, voir Rover.
Pistes de Physical Graffiti
Custard Pie
(1) In My Time of Dying
(3)
The Rover est la deuxième piste de Physical Graffiti, sixième album du groupe de rock anglais Led Zeppelin sorti en 1975. Cette chanson, écrite à Bron-Yr-Aur en 1970 et enregistrée au cours des sessions de Houses of the Holy en 1972, devait être acoustique. Cependant, il est décidé de ne pas la mettre sur l'album Houses of the Holy. On la retrouve donc sur l'album qui a suivi : Physical Graffiti. Entretemps, la chanson est remaniée et des arrangements studio sont ajoutés par Jimmy Page en 1974.
"The Rover" commence avec une intro à la batterie de John Bonham et, tout au long de la chanson, Page joue un riff particulier utilisant un effet de Phase Shifter. L'intro est très proche de la chanson de The Kinks, Wicked Annabella, issue de l'album The Kinks Are the Village Green Preservation Society sorti en 1968. Rover est un vieux terme d'argot signifiant « vagabond » en anglais.  Les paroles coïncident très bien à cette définition : « I've been to London, seen seven wonders. I know to trip is just to fall [...] Traversed the planet when heaven sent me. I saw the kings who rule them all. »
Sur la pochette originale du disque, le texte associé au crédit pour cette chanson contient cette ligne « Guitar lost courtesy Nevison...Salvaged by the grace of Harwood », qui fait référence aux difficultés rencontrées pendant l'enregistrement par Keith Harwood et Ron Nevison, tous deux ingénieurs du son sur l'album Physical Graffiti.
The Rover n'a jamais été jouée en concert par Led Zeppelin. Le groupe joue toutefois les premières mesures de cette chanson en introduction à Sick Again lors de sa tournée de 1977 aux États-Unis.

## Sources (en anglais)
- Led Zeppelin: Dazed and Confused: The Stories Behind Every Song, par Chris Welch,  (ISBN 1-56025-818-7)
- The Complete Guide to the Music of Led Zeppelin, par Dave Lewis,  (ISBN 0-7119-3528-9)